# Le Ménil-de-Briouze
Le Ménil-de-Briouze est une commune française située dans le département de l'Orne en région Normandie, peuplée de 529 habitants.

## Géographie
La commune est au cœur du pays d'Houlme. Son bourg est à 3,5 km au sud-ouest de Briouze, à 11 km au nord de La Ferté-Macé, à 17 km au sud-est de Flers et à 23 km au nord-est de Domfront.
Couvrant 2 139 hectares, le territoire du Ménil-de-Briouze est le plus étendu du canton de Briouze. Le ruisseau de la Source Philippe coule sur la commune.
| Bellou-en-Houlme | Bellou-en-Houlme, Briouze      | Pointel          |
| Bellou-en-Houlme | du Ménil-de-Briouze            | Lignou           |
| La Coulonche     | La Sauvagère, Lonlay-le-Tesson | Lonlay-le-Tesson |

### Hydrographie
La commune est traversée par la ligne de partage des eaux entre les bassins hydrographiques Seine-Normandie et Loire-Bretagne. Elle est drainée par le ruisseau d'Arthan, le ruisseau de la Source Philippe, le ruisseau de Laurencière, le ruisseau des Roussières, un bras d'Arthan, le cours d'eau 01 de Clair-Bois, le cours d'eau 03 du Grand Moulin, le cours d'eau 04 du Petit Moulin, le fossé 01 de la Binnetière, le fossé 01 de Longuenoë, le fossé 01 des Aunays, le fossé 01 du Beau-Sens, le fossé 01 du Carrefour Joyeux, le fossé 01 du Grand Bois Mancelet, le fossé 01 du Pré des Echanges, le fossé 02 du Bel Air, le fossé 03 de la Forêt du Mont d'Hère, le ruisseau de Lange et divers autres petits cours d'eau,.

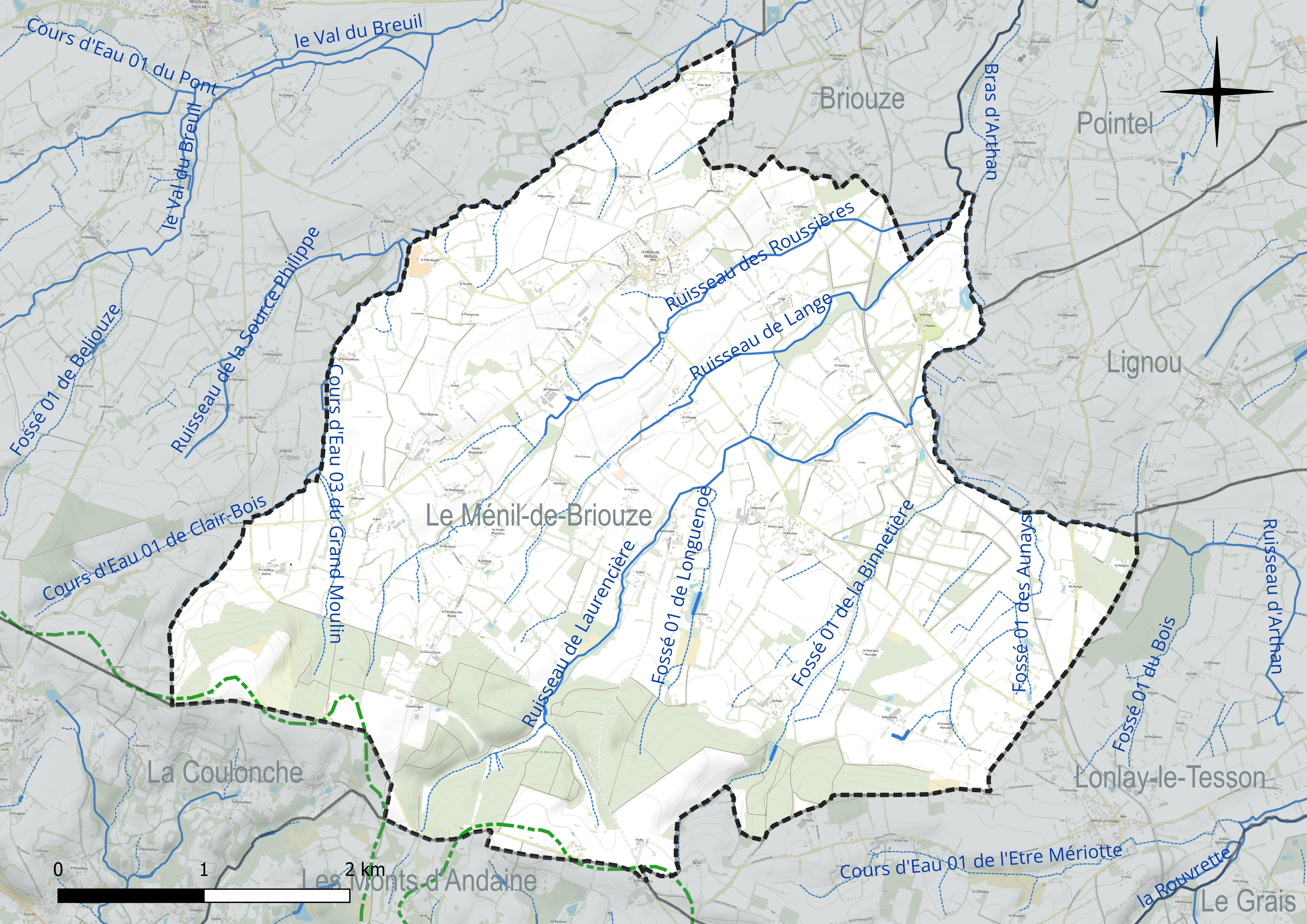
Réseau hydrographique du Ménil-de-Briouze.

### Climat
Pour des articles plus généraux, voir Climat de la Normandie et Climat de l'Orne.
En 2010, le climat de la commune est de type climat océanique franc, selon une étude du CNRS s'appuyant sur une série de données couvrant la période 1971-2000. En 2020, Météo-France publie une typologie des climats de la France métropolitaine dans laquelle la commune est exposée à un climat océanique et est dans la région climatique Normandie (Cotentin, Orne), caractérisée par une pluviométrie relativement élevée (850 mm/a) et un été frais (15,5 °C) et venté. Parallèlement le GIEC normand, un groupe régional d’experts sur le climat, différencie quant à lui, dans une étude de 2020, trois grands types de climats pour la région Normandie, nuancés à une échelle plus fine par les facteurs géographiques locaux. La commune est, selon ce zonage, exposée à un « climat contrasté des collines », correspondant au Bocage normand, bien arrosé, voire très arrosé sur les reliefs les plus exposés au flux d’ouest, et frais en raison de l’altitude.
Pour la période 1971-2000, la température annuelle moyenne est de 10 °C, avec une amplitude thermique annuelle de 13,5 °C. Le cumul annuel moyen de précipitations est de 886 mm, avec 13,2 jours de précipitations en janvier et 7,8 jours en juillet. Pour la période 1991-2020, la température moyenne annuelle observée sur la station météorologique la plus proche, située sur la commune de Briouze à 4 km à vol d'oiseau, est de 10,9 °C et le cumul annuel moyen de précipitations est de 920,5 mm,. Pour l'avenir, les paramètres climatiques de la commune estimés pour 2050 selon différents scénarios d’émission de gaz à effet de serre sont consultables sur un site dédié publié par Météo-France en novembre 2022.

## Urbanisme

### Typologie
Au 1er janvier 2024, Le Ménil-de-Briouze est catégorisée commune rurale à habitat dispersé, selon la nouvelle grille communale de densité à sept niveaux définie par l'Insee en 2022.
Elle est située hors unité urbaine et hors attraction des villes,.

### Occupation des sols
L'occupation des sols de la commune, telle qu'elle ressort de la base de données européenne d’occupation biophysique des sols Corine Land Cover (CLC), est marquée par l'importance des territoires agricoles (87,2 % en 2018), une proportion identique à celle de 1990 (87,2 %). La répartition détaillée en 2018 est la suivante : 
prairies (69,4 %), terres arables (10,5 %), forêts (7,4 %), zones agricoles hétérogènes (7,2 %), milieux à végétation arbustive et/ou herbacée (5,4 %). L'évolution de l’occupation des sols de la commune et de ses infrastructures peut être observée sur les différentes représentations cartographiques du territoire : la carte de Cassini (XVIIIe siècle), la carte d'état-major (1820-1866) et les cartes ou photos aériennes de l'IGN pour la période actuelle (1950 à aujourd'hui).

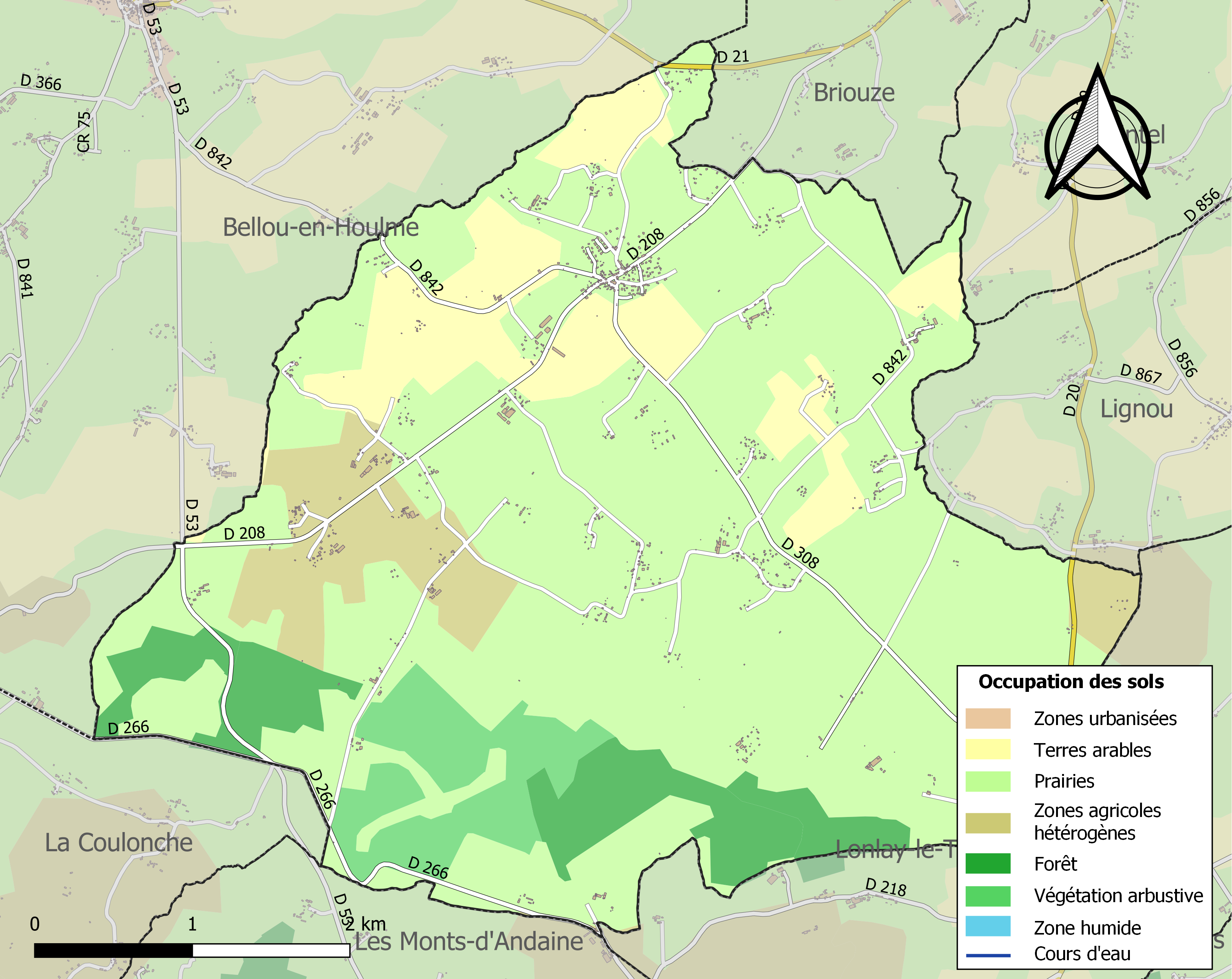
Carte des infrastructures et de l'occupation des sols de la commune en 2018 (CLC).

## Toponymie
Le nom de la localité est attesté sous les formes Mesnil de Briouze en 1793, Menil-de-Briouze en 1801.
L'ancien français mesnil, « domaine rural », est à l'origine de nombreux toponymes, notamment en Normandie. Briouze est le nom de la commune voisine, chef-lieu de canton. La graphie Ménil a été imposée pour les différents Mesnil de l'Orne par un préfet au début du XIXe siècle.
Briouze est la commune voisine.
La forme dialectale braioux > brioux « boueux », correspond à l'ancien français broieux de même sens, issu du bas latin bracosus, « boueux ».

## Politique et administration

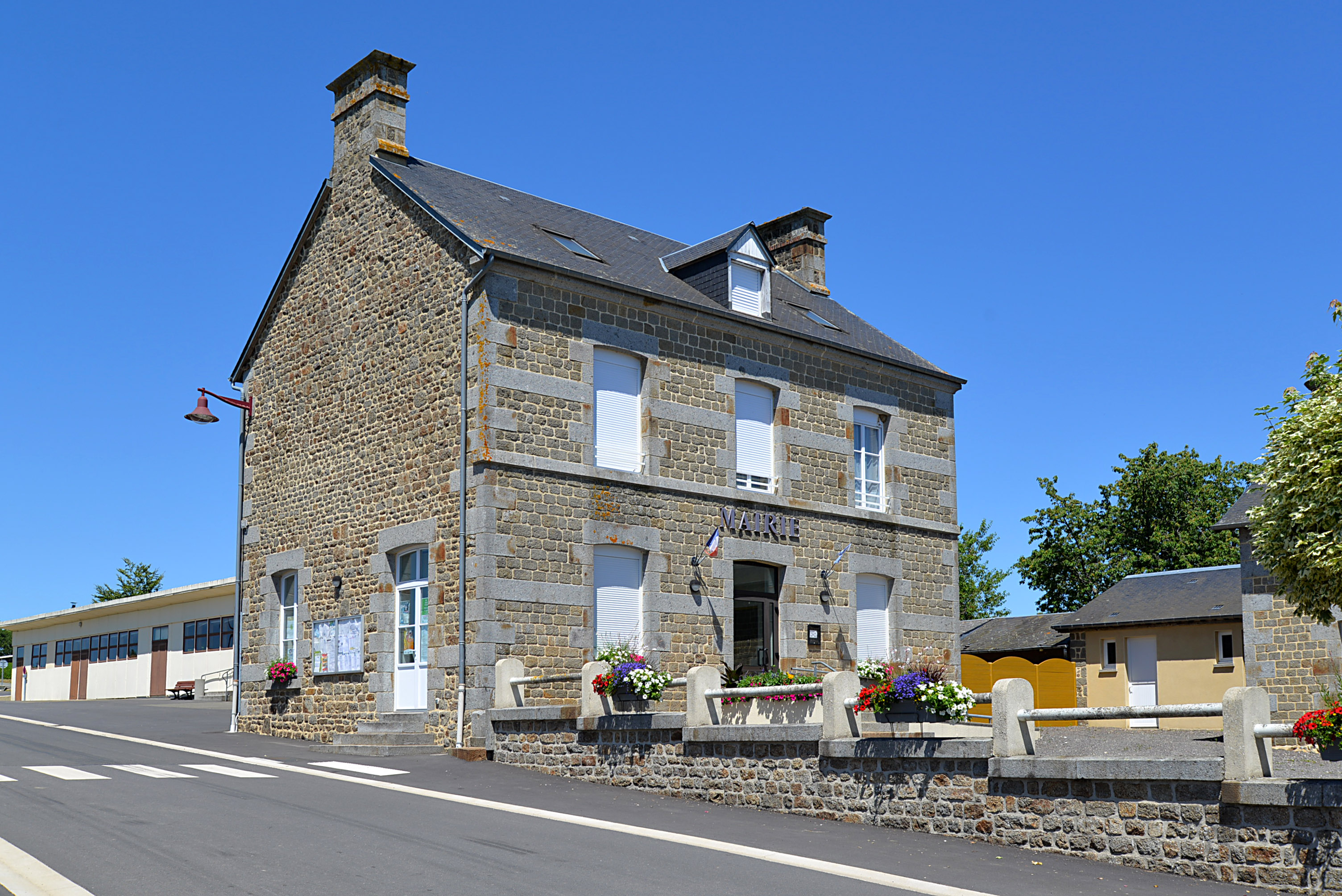
La mairie.

| Période                                  | Période  | Identité      | Étiquette | Qualité     |
| ---------------------------------------- | -------- | ------------- | --------- | ----------- |
| ?                                        | 1999     | André Turbout |           |             |
| 1999                                     | En cours | Daniel Duval  | SE        | Agriculteur |
| Les données manquantes sont à compléter. |          |               |           |             |

## Démographie
L'évolution du nombre d'habitants est connue à travers les recensements de la population effectués dans la commune depuis 1793. Pour les communes de moins de 10 000 habitants, une enquête de recensement portant sur toute la population est réalisée tous les cinq ans, les populations de référence des années intermédiaires étant quant à elles estimées par interpolation ou extrapolation. Pour la commune, le premier recensement exhaustif entrant dans le cadre du nouveau dispositif a été réalisé en 2004.
En 2022, la commune comptait 529 habitants, en évolution de −7,84 % par rapport à 2016 (Orne : −3,21 %, France hors Mayotte : +2,11 %).
Le Ménil-de-Briouze a compté jusqu'à 1 492 habitants en 1821.
| 1793  | 1800  | 1806  | 1821  | 1836  | 1841  | 1846  | 1851  | 1856  |
| ----- | ----- | ----- | ----- | ----- | ----- | ----- | ----- | ----- |
| 1 229 | 1 340 | 1 446 | 1 492 | 1 380 | 1 324 | 1 324 | 1 316 | 1 315 |

| 1861  | 1866  | 1872  | 1876  | 1881  | 1886 | 1891 | 1896 | 1901 |
| ----- | ----- | ----- | ----- | ----- | ---- | ---- | ---- | ---- |
| 1 302 | 1 234 | 1 111 | 1 012 | 1 004 | 957  | 933  | 913  | 858  |

| 1906 | 1911 | 1921 | 1926 | 1931 | 1936 | 1946 | 1954 | 1962 |
| ---- | ---- | ---- | ---- | ---- | ---- | ---- | ---- | ---- |
| 818  | 747  | 648  | 637  | 609  | 559  | 584  | 593  | 604  |

| 1968 | 1975 | 1982 | 1990 | 1999 | 2004 | 2006 | 2009 | 2014 |
| ---- | ---- | ---- | ---- | ---- | ---- | ---- | ---- | ---- |
| 574  | 483  | 448  | 438  | 461  | 484  | 498  | 538  | 561  |

| 2019 | 2022 | - | - | - | - | - | - | - |
| ---- | ---- | - | - | - | - | - | - | - |
| 539  | 529  | - | - | - | - | - | - | - |

## Économie
Le bourg a conservé sa boulangerie et son bar-tabac-restaurant-traiteur. Une vingtaine d'exploitations agricoles sont actives sur le territoire communal et une entreprise de couverture y est établie. On y trouve aussi un cuniculteur.

## Lieux et monuments
- Église Notre-Dame-de-l'Assomption (XIXe siècle).
- Chapelle de Longuenoë (XXe siècle).
- Manoirs.
- Signal de Charlemagne (345 mètres), panorama.
- Forêt du mont d'Hère (au sud du territoire).

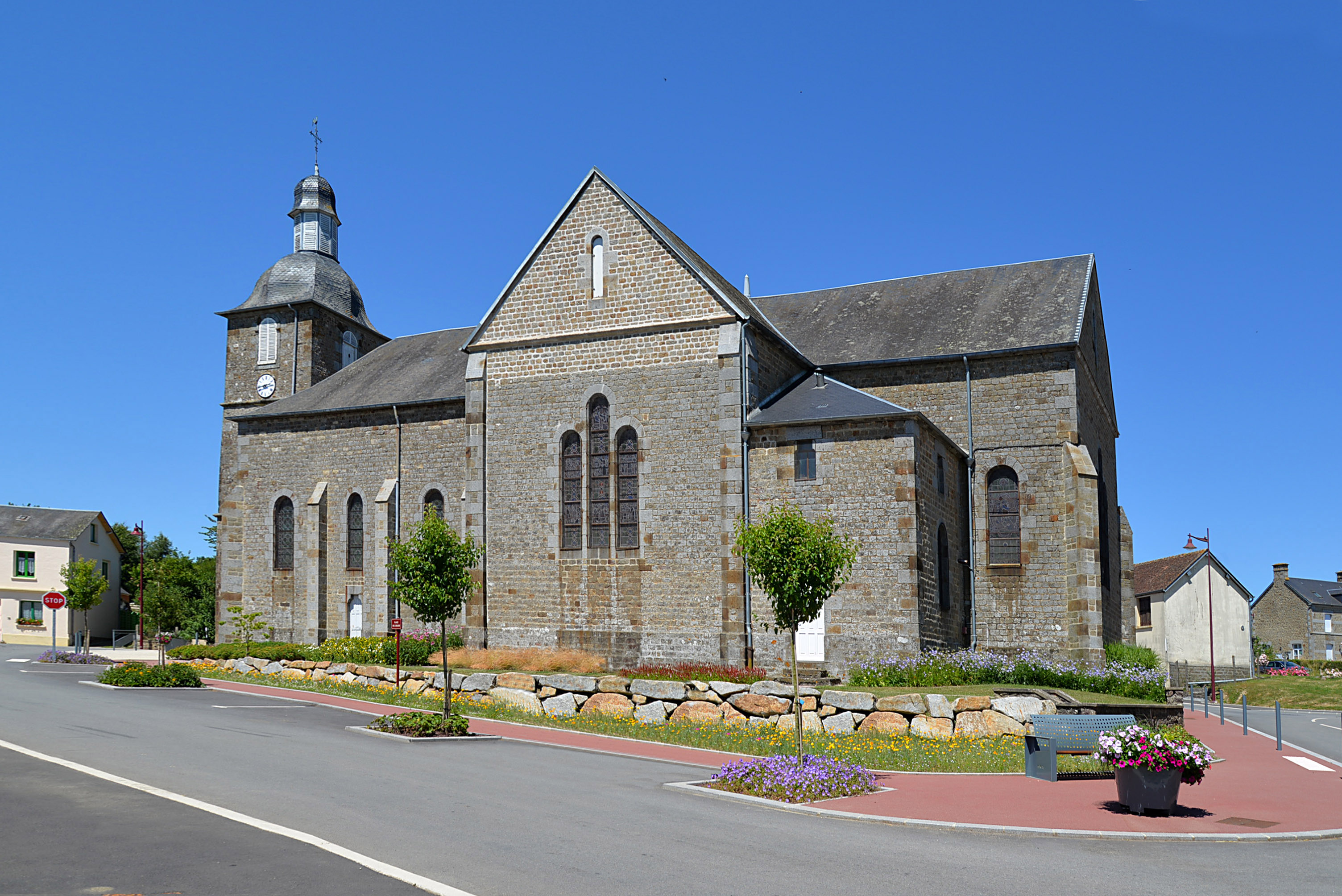
L’église Notre-Dame.
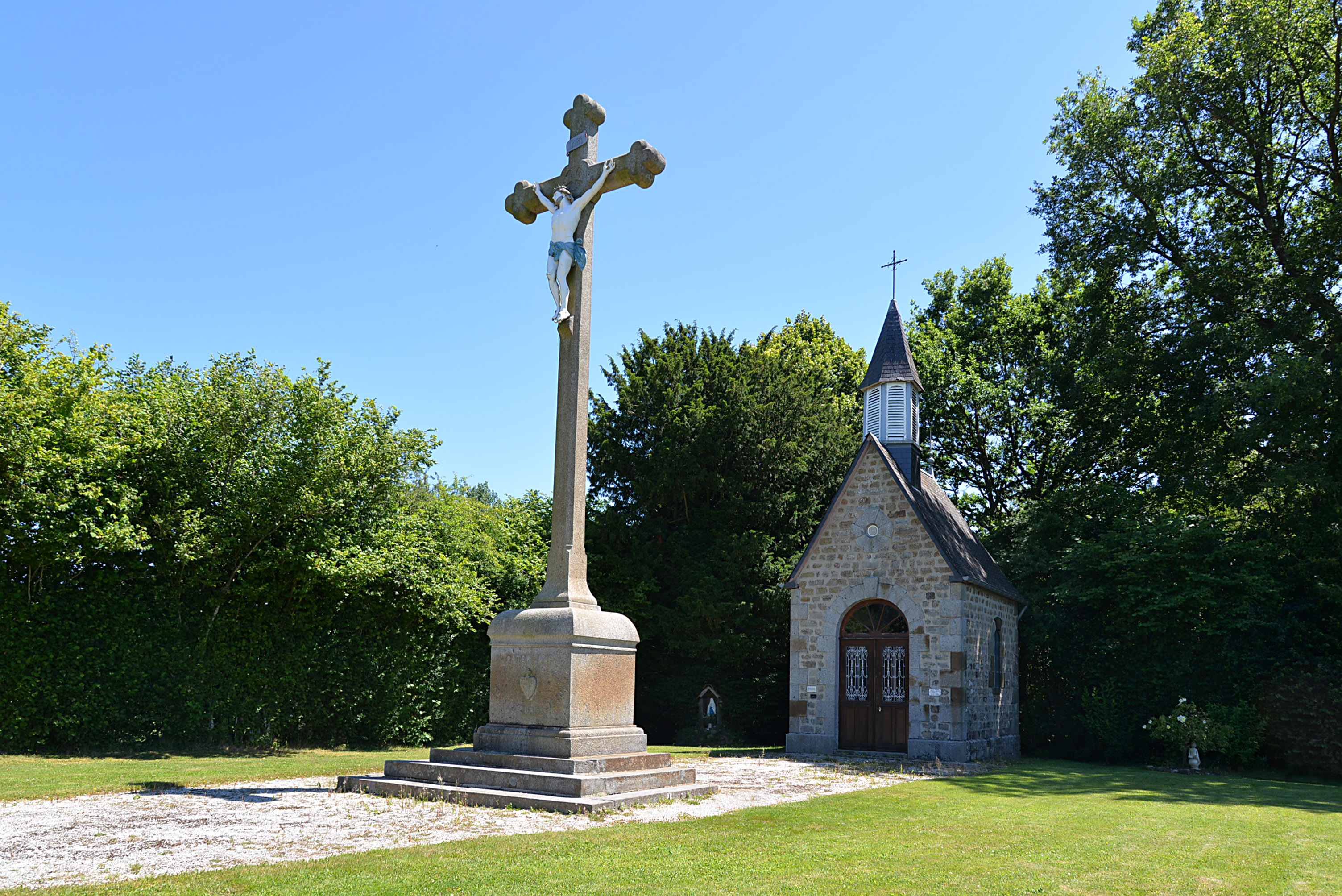
La chapelle Notre-Dame (Longuenoë).
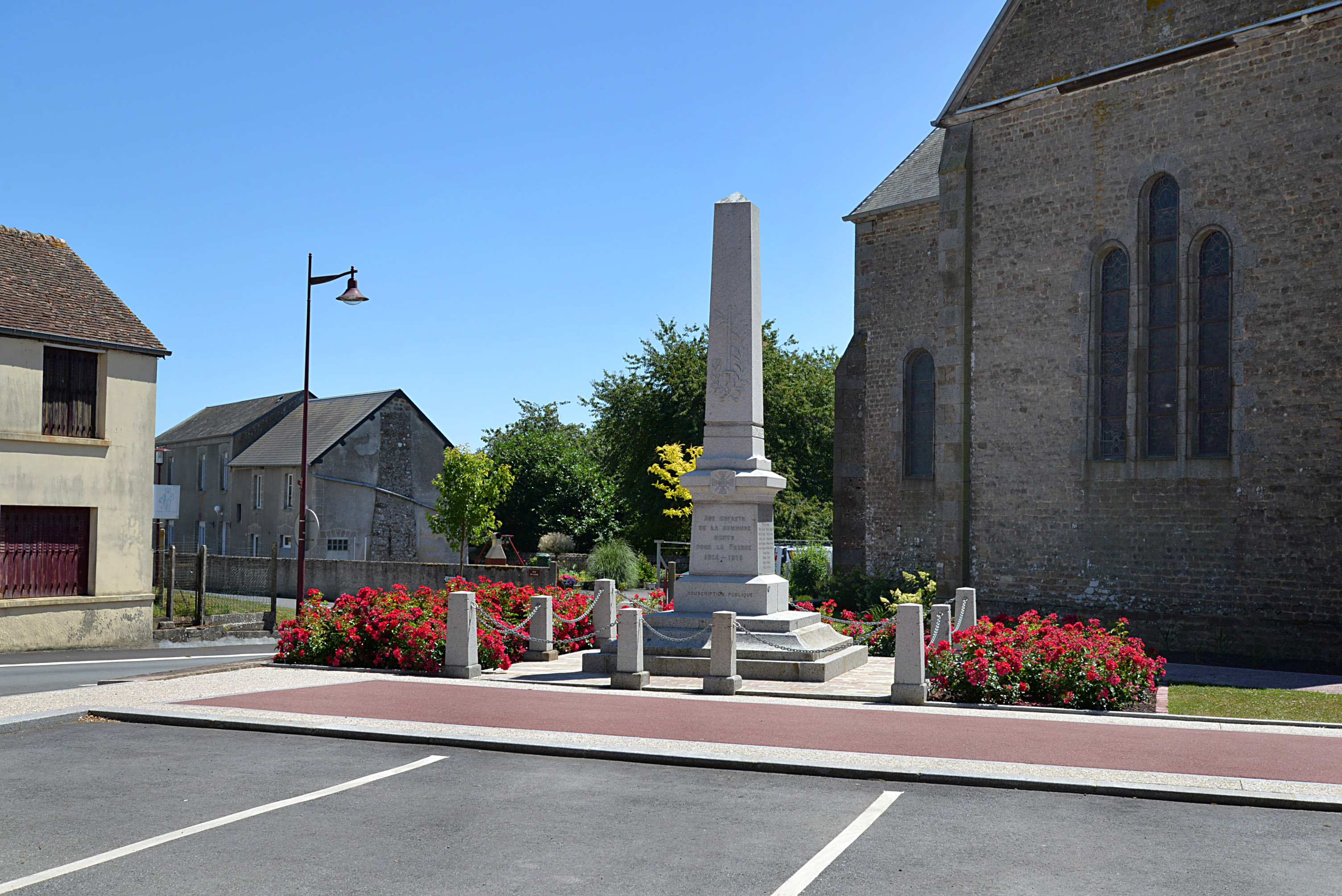
Le monument aux morts.

## Activité et manifestations

### Sports
La commune du Ménil-de-Briouze comporte beaucoup de chemins de VTT sur lesquels se déroule une fois par an un championnat de moto-cross.
L'Union sportive du Ménil-de-Briouze fait évoluer deux équipes de football en divisions de district.